# STS-89
STS-89 est la douzième mission de la navette spatiale Endeavour et la dixième du programme russo-américain Shuttle-Mir.

## Équipage
- Commandant : Terrence W. Wilcutt (3)  États-Unis
- Pilote : Joe F. Edwards, Jr. (1)  États-Unis
- Spécialiste de mission : James F. Reilly, II (1)  États-Unis
- Spécialiste de mission : Michael P. Anderson (1)  États-Unis
- Spécialiste de mission : Bonnie J. Dunbar (5)  États-Unis
- Spécialiste de mission : Salizhan Charipov (1)  Russie  de la RSA

Départ à bord de la navette puis restant sur Mir :
- Spécialiste de mission : Andy Thomas  (2)  États-Unis

Retour sur Terre à bord de la navette :
- Spécialiste de mission : David A. Wolf (2)  États-Unis

Le chiffre entre parenthèses indique le nombre de vols spatiaux effectués par l'astronaute au moment de la mission.

## Paramètres de la mission
- Masse :
  - Navette à vide : 114 131 kg
  - Chargement : 7 748 kg
- Périgée : 359 km
- Apogée : 382 km
- Inclinaison : 51,6°
- Période : 92 min

### Amarrage à la station Mir
- Début: 24 janvier 1998, 20 h 14 min 15 s UTC
- Fin: 29 janvier 1998, 16 h 56 min 00 s UTC
- Temps d'amarrage: 4 jours, 20 heures, 41 minutes, 45 secondes

## Objectifs
La mission consistait en une mission logistique vers la station spatiale Mir et en une rotation d'équipage, Andy Thomas remplaçant David Wolf à bord de Mir.